# Nodus (Verzierung)
Ein Nodus ist eine knotenartige Verdickung in der Formgestaltung eines Glasstiels. Die können hohl (geblasen) oder massiv sein. Glatte Formen existieren neben Varianten mit Applikationen, beispielsweise Fadenauflagen, Rippen etc. Ein gutes Beispiel dafür sind die Nodi venezianischer Pokale.